# مروان عطیه
مروان عطیه (انگلیسی: Marwan Attia؛ زادهٔ ۱۲ اوت ۱۹۹۸) بازیکن فوتبال اهل مصر است که در حال حاضر برای باشگاه فوتبال الاهلی بازی می‌کند. 
وی همچنین در تیم ملی فوتبال مصر بازی کرده است.